# Žernov (okres Semily)
Obec Žernov (německy Schernow) se nachází v okrese Semily, kraj Liberecký. Žije zde 251 obyvatel. V roce 2011 vládní Zpráva o situaci národnostních menšin v České republice uvedla tuto obec jako jedinou v Česku, kde je nejvyšší procentuální zastoupení ukrajinské (14,98 %) a bulharské (7 %) národnostní menšiny.

## Historie
První písemná zmínka o obci pochází z roku 1375.

## Pamětihodnosti
- Krucifix
- Socha Neposkvrněného Početí Panny Marie na návsi
- Socha svatého Jana Nepomuckého

## Části obce
- Žernov
- Křečovice 1.díl
- Podtýn
- Proseč
- Sýkořice

## Fotogalerie

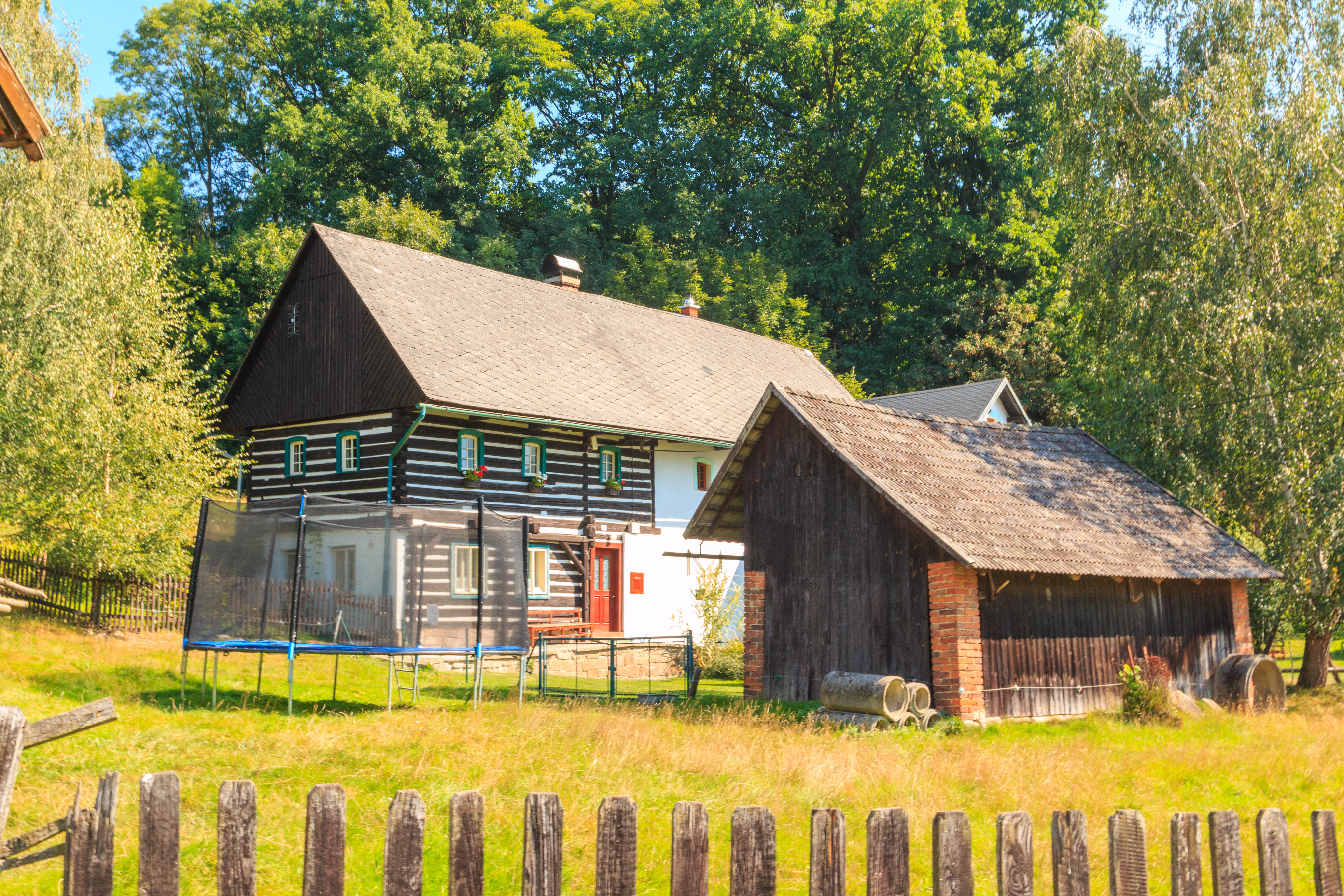
Žernov u Rovenska pod Troskami – č. 16
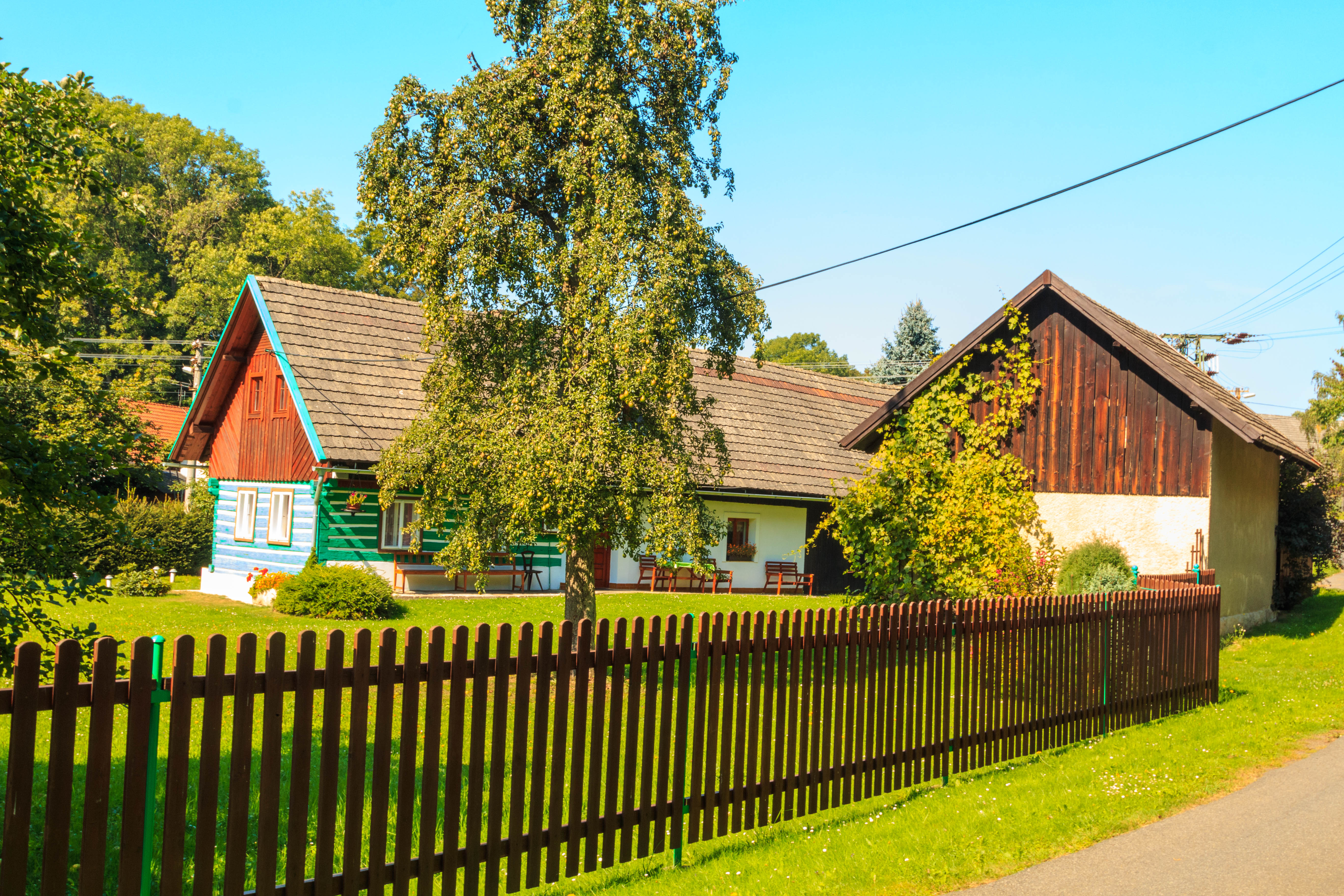
Žernov u Rovenska pod Troskami – č. 6
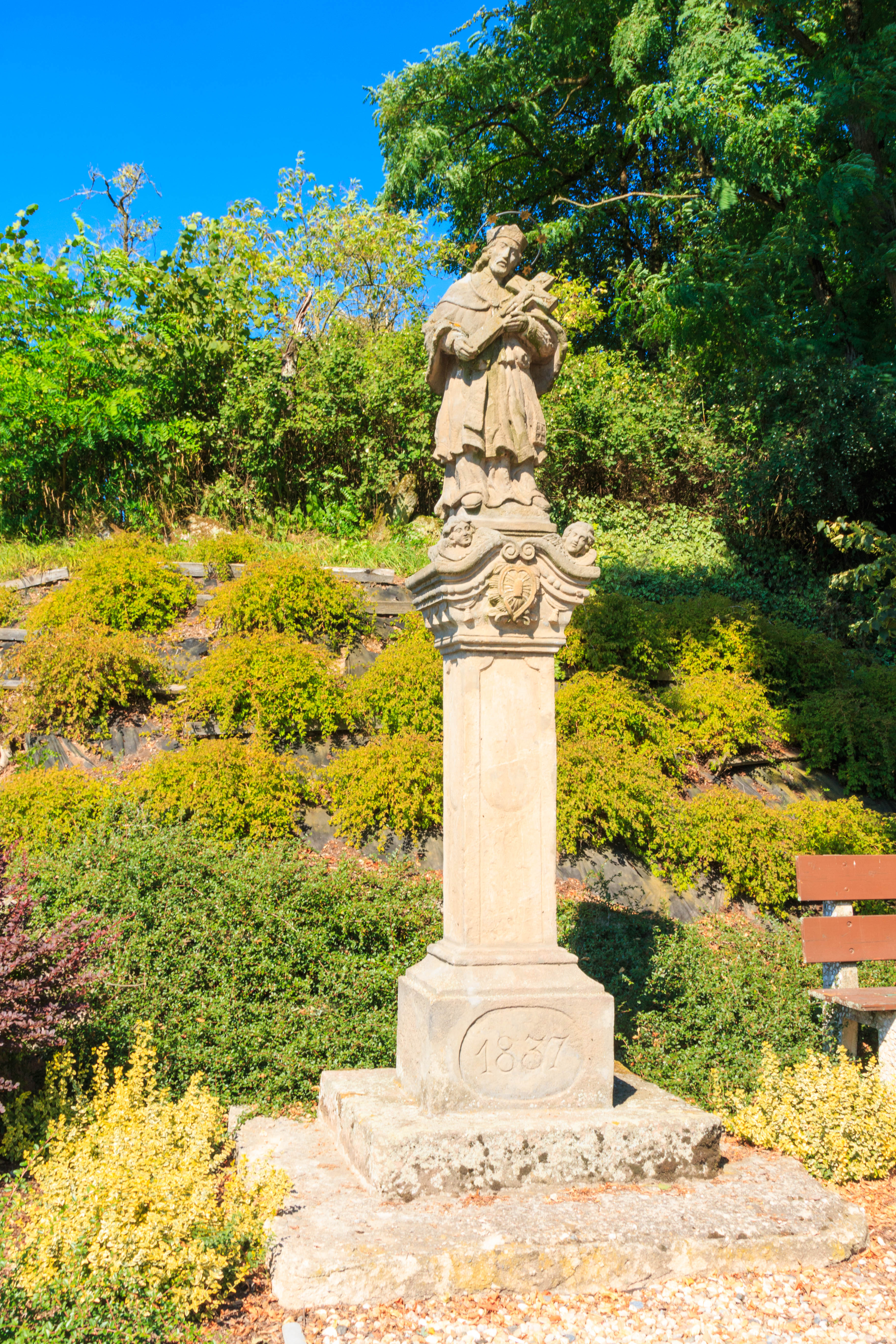
Socha svatého Jana Nepomuckého v Žernově
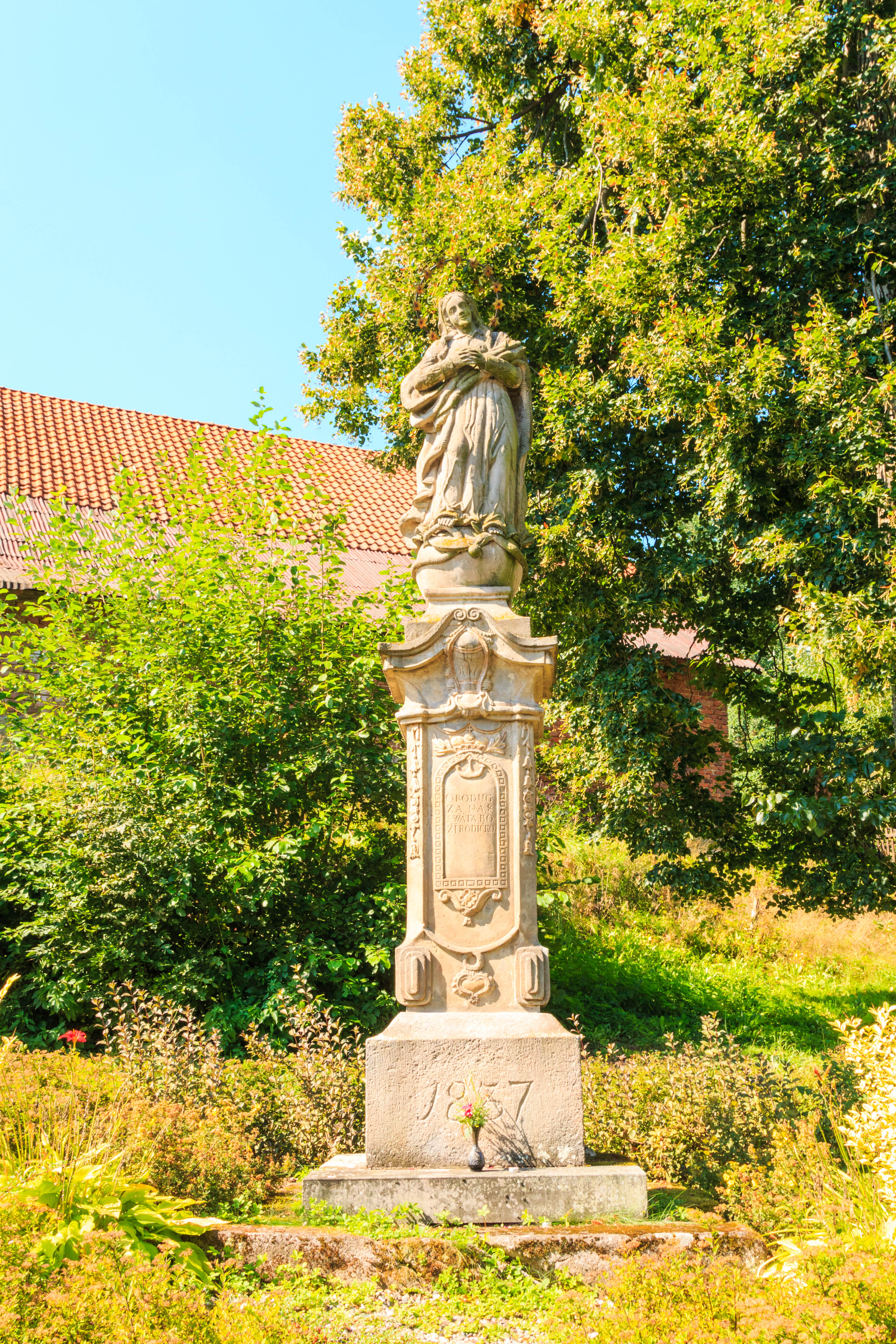
Socha Neposkvrněného Početí Panny Marie v Žernově